# Sigrún Pálsdóttir
Sigrún Pálsdóttir, née à Reykjavik en 1967, est une historienne et auteure islandaise.

## Biographie
Sigrun Palsdottir poursuit ses études supérieures et obtient son doctorat en Histoire des idées  à l'Université d'Oxford en 2001 avec une thèse intitulée Icelandic culture in Victorian thought : British interpretations (c.1850-1900) of the history, politics and society of Iceland (anglais). Elle enseigne et poursuit ses recherches à l'Université d'Islande.
Éminente historienne islandaise, elle a été rédactrice en chef de Saga, la première revue scientifique de la discipline, de 2009 à 2016.
Elle est l'auteure de plusieurs récits historiques remarqués, parmi lesquels Þóra biskups (Thora : A Bishop's Daughter, 2010) et Ferðasaga (Uncertain Seas, 2010).

## Œuvre
Son premier roman Kompa (That Little Dark Room, 2006) est suivi de Delluferðin (2019) ; ce dernier remporte le Prix de littérature de l'Union européenne.
Ses livres sont nommés pour de nombreux prix, tels que le Prix littéraire islandais, le Prix de littérature féminine, le Prix culturel DV de littérature, le Prix Hagthenkir, le Prix des libraires islandais, etc.
Kompa est publié en traduction anglaise par les presses de l'Université de Rochester sous le titre History. A Mess. (Histoire. Un gâchis,).
Son roman Un coup de tête publié en 2019 en Islande a reçu en 2021 le Prix de littérature de l'Union européenne. Il est traduit en français par Éric Boury et publié en 2023 aux éditions Métailié.

## Distinctions
- 2021 : Prix de littérature de l'Union Européenne pour Delluferðin (Un coup de tête) [9]
- 2013 : meilleure biographie par les libraires islandais pour Ferðasaga